# 270 degrees
270 degrees is een artistiek kunstwerk in Amsterdam Nieuw-West. Het is toegepaste kunst.
De drie betonnen objecten bieden een enigszins beschutte plek aan vogelaars die willen kijken naar de vogels die neergestreken zijn in de Osdorper Binnenpolder-Zuid. Het gebied wordt aangeduid als een van de laatste middeleeuwse landschappen rondom Amsterdam. Met enige fantasie is in dit veenweidegebied de oude verkaveling nog te zien. 
Voor deze plaats ontwierp kunstenaar Xuanhong Huang die volgens de LinkedInpagina tussen 2013 en 2017 architectonisch ontwerp studeerde aan de Gerrit Rietveld Academie drie vogelkijkhutten. De drie hutten zijn geïnspireerd op periscopen, volgens de kunstenaar uitsluitend dienende tot “het kijken”. De middelste lijkt er het meest op; de twee overige zijn twee vrije interpretaties daarvan. Omdat de vogels bij het minste of geringste wegvliegen, wordt de vogelaar enigszins vastgezet in de meubelstukken. In de Osdorper Binnenpolder-Noord en Lutkemeerpolder staan soortgelijke objecten van Dimitria Chrysovergi (In between the gap) en Natasha Oduber (Amfibion).

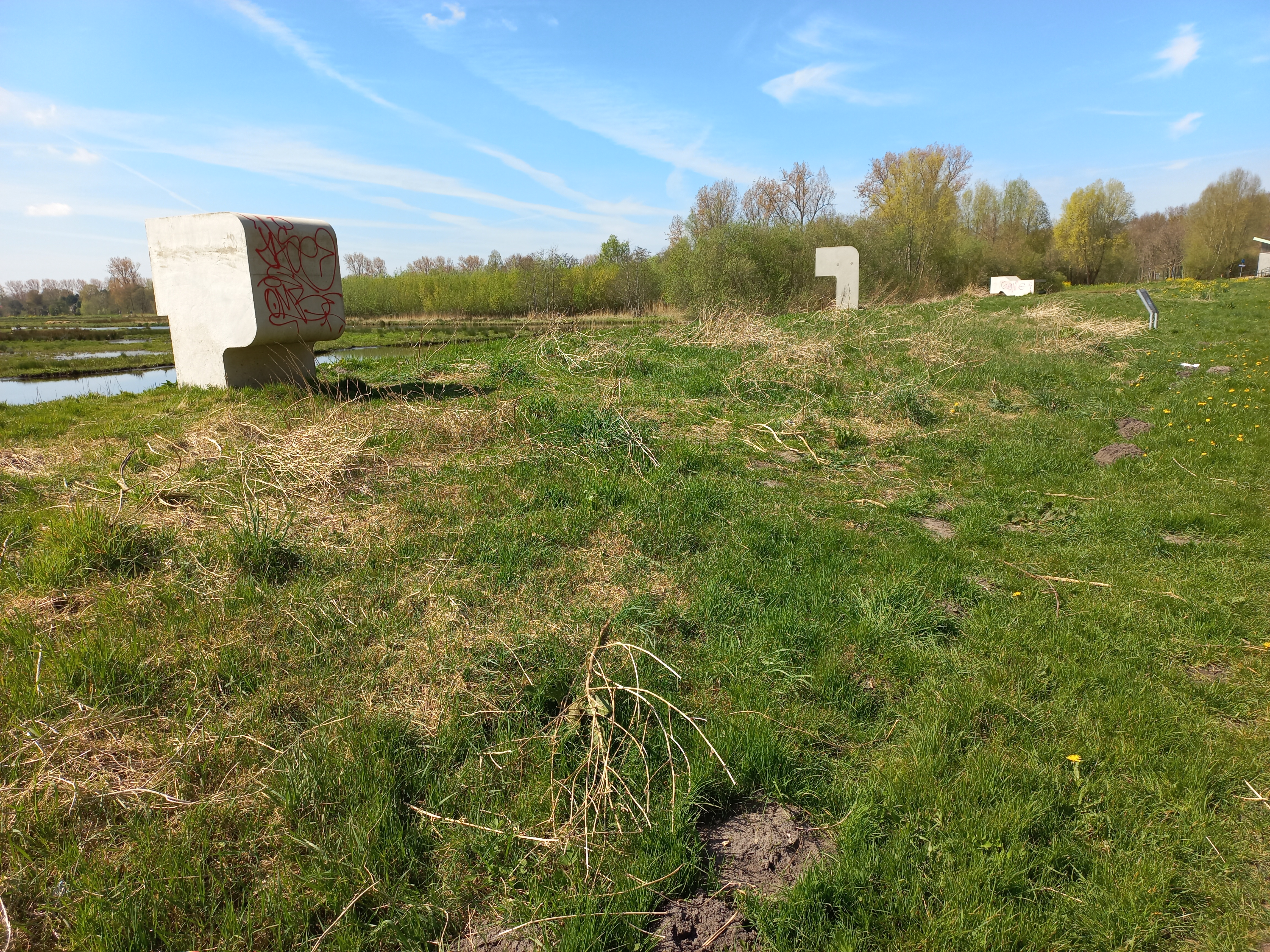
Drie hutten op rij (april 2022)

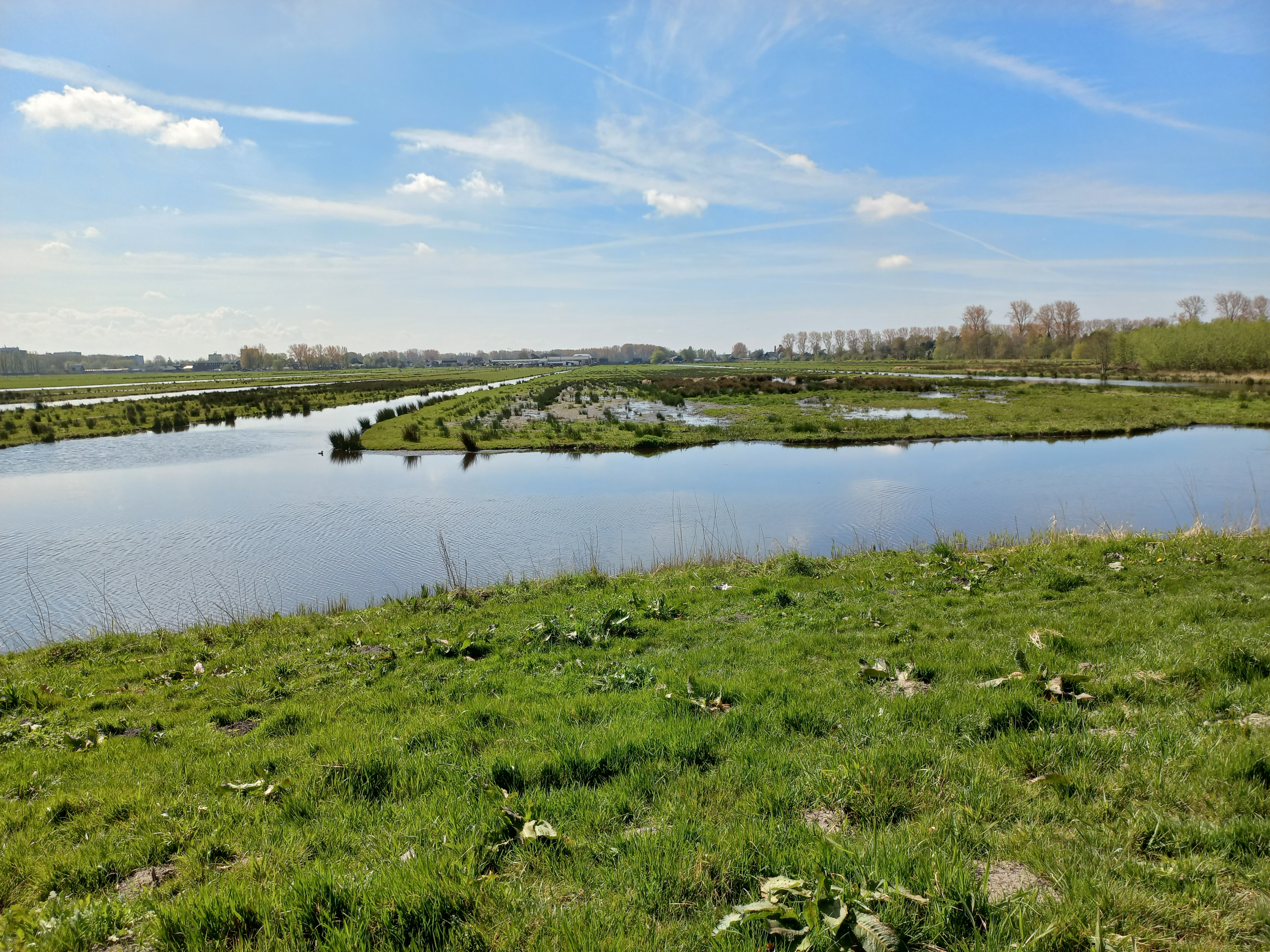
Uitzicht (april 2022)